# Danaea kalevala
Danaea kalevala är en kärlväxtart som beskrevs av Christenh.. Danaea kalevala ingår i släktet Danaea, och familjen Marattiaceae. Inga underarter finns listade i Catalogue of Life.